# Krapovickasia araujoana
Krapovickasia araujoana är en malvaväxtart som beskrevs av M. Brandao. Krapovickasia araujoana ingår i släktet Krapovickasia och familjen malvaväxter. Inga underarter finns listade i Catalogue of Life.